# Burano
Burano situa-se na lagoa de Veneza, e tal como a sua vizinha sete quilómetros mais a sul, Veneza, é na realidade uma localidade constituída por várias ilhas pequenas ligadas por pontes entre si. Localizada cerca de Torcello no extremo norte da Lagoa, é conhecida pelos seus cristais e trabalho em renda.
Para se chegar a Burano de barco pode-se utilizar os vaporetti (a viagem demora cerca de 40 minutos a partir do centro de Veneza), ou por estrada usando a ponte em Mazzorbo. A população ronda actualmente os 4000 [carece de fontes?] habitantes.

## História
Os primeiros ocupantes das ilhas foram provavelmente Romanos, mas é no século VI que recebe o seu nome actual quando a zona é ocupada por gente vinda de Altino, que terão dado à ilha o nome de uma das portas da sua cidade. No entanto há mais duas versões para a origem do nome; numa delas o nome deriva do apelido da primeira família que ali se estabeleceu, os Buriana, e a outra que o nome foi dado por habitantes de Buranello, uma ilha 8 km a sul de Burano.

Localização da lagoa de Veneza.

Apesar da ilha se ter desenvolvido depressa, continuou a ser parte do território administrado por Torcello mas sem nenhum dos privilégios que os seus habitantes, ou os de Murano, tinham. A situação só se alterou, e a ilha teve importância no século XVI, quando as mulheres locais começaram a produzir belas peças de renda, que rapidamente começou a ser exportada para o resto da Europa. No século XVIII a industria da renda começou o seu declínio, uma tendência que só seria contrariada em 1872, quando uma escola profissional foi aberta para as tecedeiras, trazendo um novo fôlego à industria, contudo actualmente já não se produzem peças de renda de maneira tradicional na ilha, uma vez que é um trabalho de mão de obra intensiva (cada peça leva várias horas para produzir), o que o torna muito caro.